# Modelo (moda)

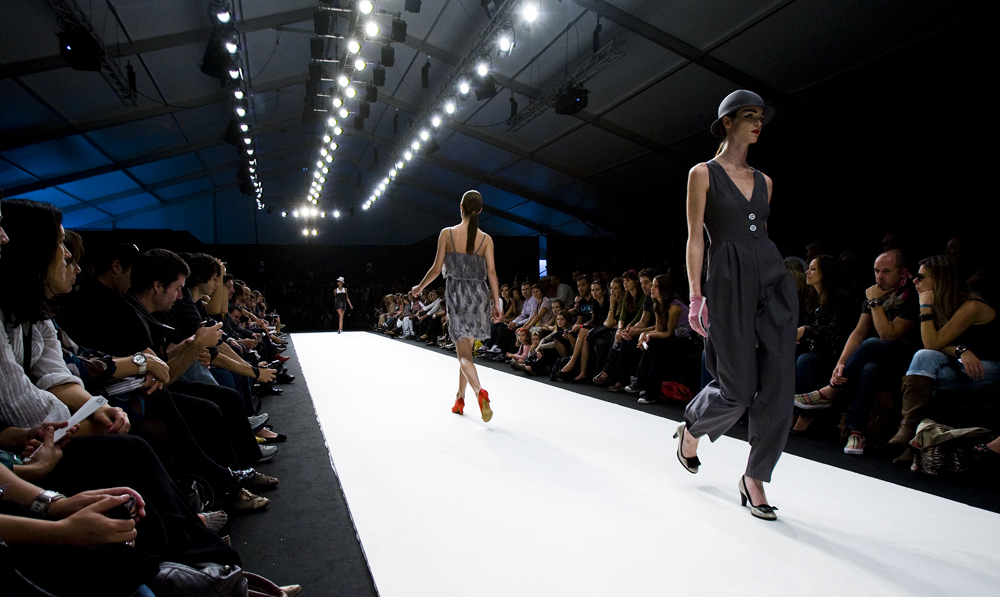
Modelos en un desfile de pasarela.

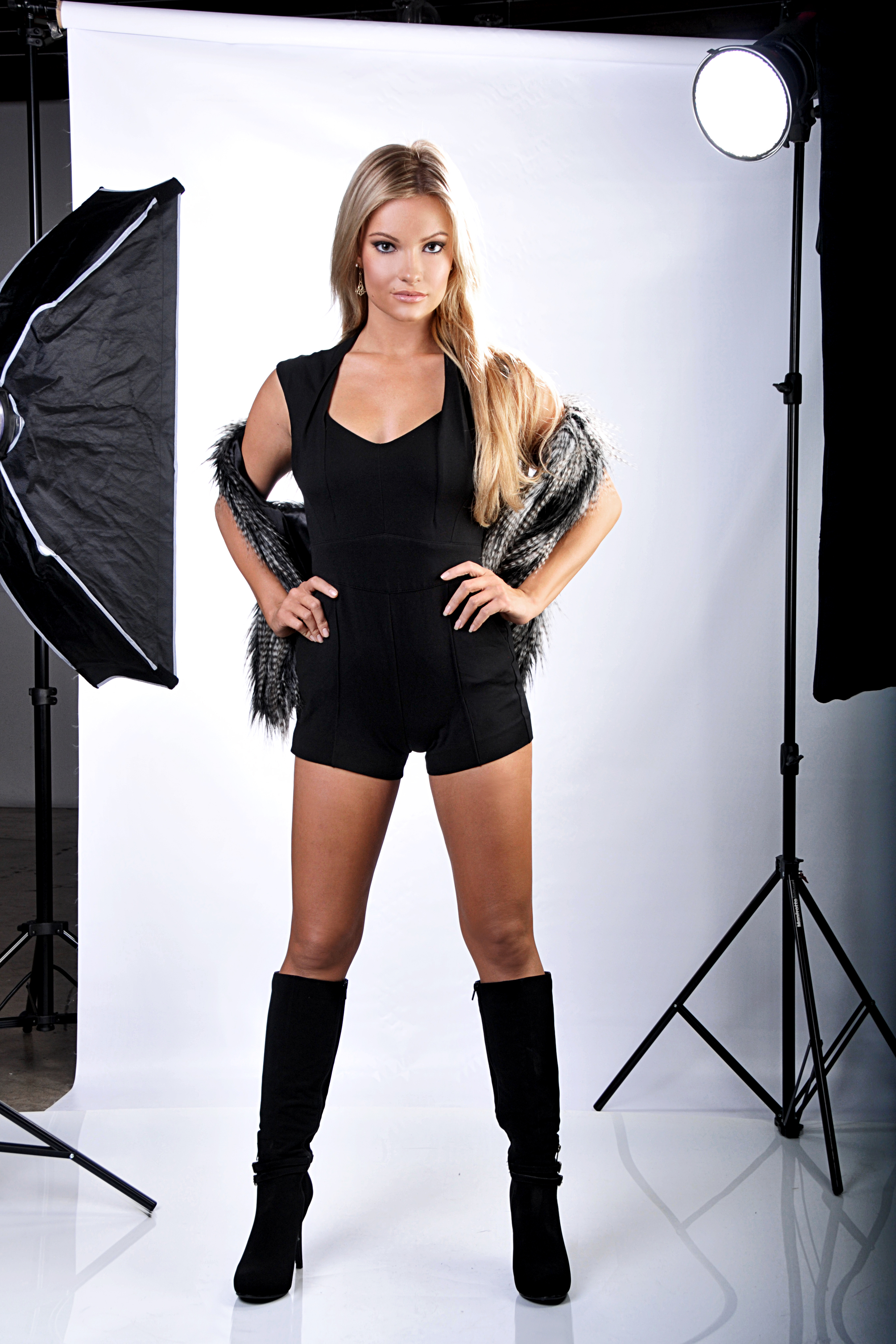
La modelo Caitlin O'Connor posando en un típico estudio de fotografía.

Un modelo (del italiano modello, que surgió en la Italia renacentista como diminutivo del latín modus, «manera» o «medida») es el profesional del sector de la moda que se dedica a exhibir, vistiendo prendas de ropa u otro accesorio (zapatos, bolsos, cinturones, etc).

## Etimología
Usualmente se asocia a la profesión con las mujeres de edad joven, sin embargo, también hay modelos varones y de todas las edades, incluidos los pequeños; la belleza con la que se identifica a los modelos es un factor primordial, aunque en todo caso la selección del modelo busca siempre un determinado aspecto, expresión corporal y facial, medidas antropométricas y condiciones específicas (talla, estatura, peso, complexión física), definidas profesionalmente para conseguir que los artículos presentados resulten atractivos o causen un determinado impacto en el comprador o target a quien se dirige la prenda o línea de productos, publicidad o campaña de comunicación de lo que se trate.
En el modelaje, es posible distinguir dos grandes categorías: la de los modelos de pasarela (que presentan la obra de los diseñadores de moda, habitualmente en pasarelas de moda), y la de los modelos de publicidad (vinculados a la publicidad de cualquier tipo de productos y a la fotografía, artes visuales y otros tipos de diseño). Cada una de estas categorías requieren un perfil específico. Así, por ejemplo, la cantante francesa Françoise Hardy y la actriz francesa Brigitte Bardot fueron modelos de alta costura y prêt-à-porter, respectivamente, pero solo ejercieron de modelos fotográficos y no de pasarela.

## Tipos de modelos

### Modelos de moda
Existen distintas especialidades en el mundo del modelaje, siendo la pasarela y la fotografía los más importantes.
El modelo de pasarela debe tener ciertas habilidades y capacidades que le permitan enfrentarse al público y moverse armoniosamente. Sus medidas corporales también deben ajustarse a los cánones imperantes en la industria, usualmente sobre 1,75 metros de altura, peso entre 50 y 60 kilos y cuerpo esbelto. La altura mínima es de 1,60 m, aunque la mayoría son 1,65 a 1,70 metros. Cuánto ganan depende de varios factores: quién es el diseñador, un desfile de Fendi o Chanel va a pagar más que un nuevo diseñador desconocido; también debe ser conocido el modelo, Kate Moss o Abbey Lee Kershaw pueden ganar miles para un desfile de Versace, mientras que un desconocido modelo novato en el mismo desfile puede obtener cero si es su primera temporada de exposición; y donde es el show, si la semana de la moda está por ejemplo en Nueva York, Londres, París o Milán, obtendrá mucho más dinero que en un desfile de modas en un centro comercial suburbano.

### Modelos de glamur

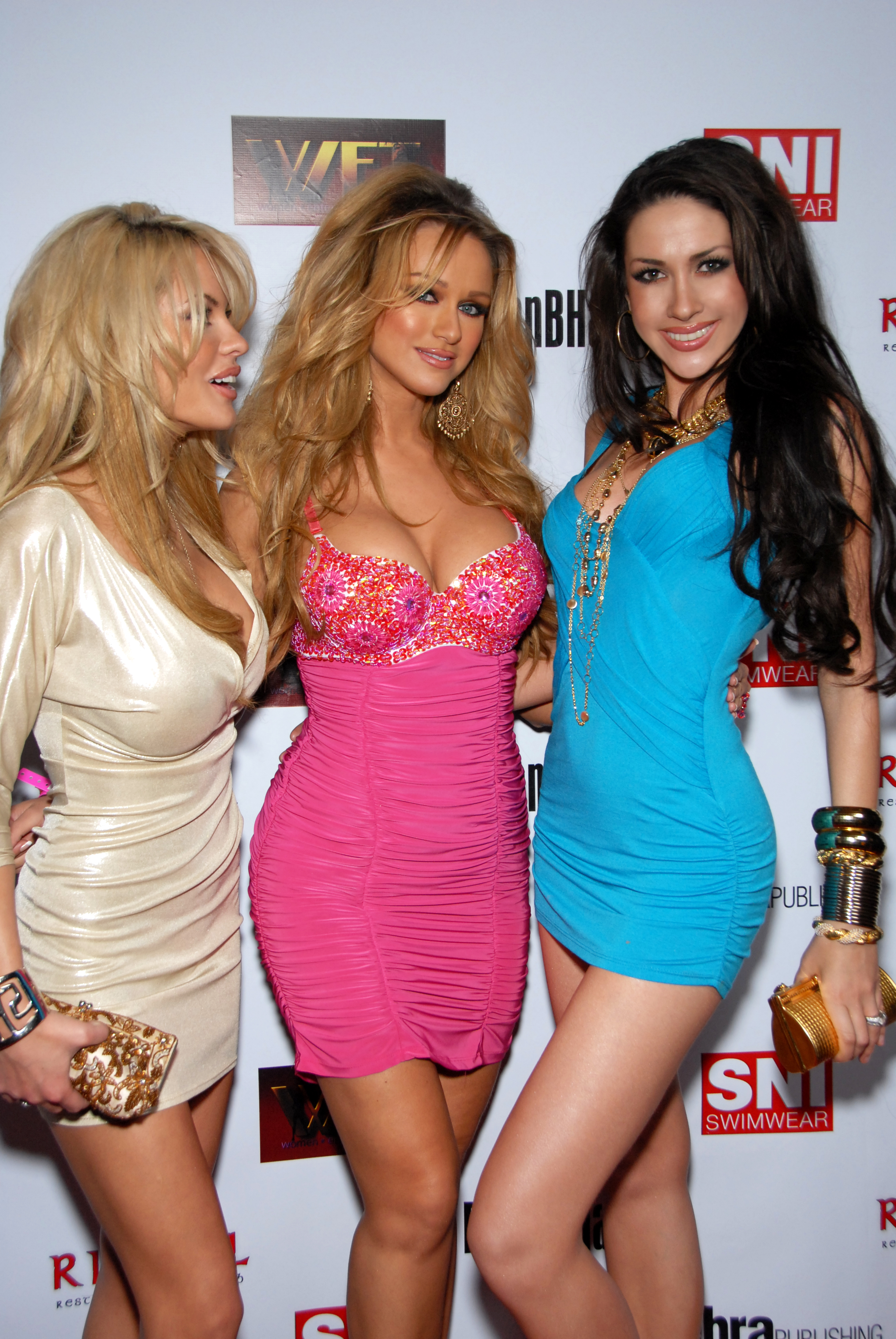
Modelos de glamur posando en la alfombra roja.

La fotografía glamour enfatiza la idea de la modelo desde el punto de vista sexual en lugar de los productos, la moda o el entorno. La moda de glamur se basa en el cuerpo de la modelo y las insinuaciones de la sexualidad sirven para mejorar el atractivo de un producto. Estas modelos, pueden ser utilizadas para masivas ediciones de calendarios en revistas masculinas, como Playboy. Entre las modelos de glamur más famosas están Pamela Anderson, Katie Price, Holly Madison, Kendra Wilkinson, Dita Von Teese, Jodie Marsh, Lucy Pinder, Bryana Holly y muchas otras.
Un estudio del 2014 analiza los perfiles de modelos de glamur y estima que las medidas promedio de las modelos femeninas de glamur eran 1,68 m (altura), 54 kg (peso) y 0,73 (relación cintura-cadera).

### Modelos de fitness
Modelos de los centros de fitness para exhibir un físico atlético. Las modelos de fitness por lo general tienen músculos definidos como culturistas, pero con menos énfasis en el tamaño muscular. Su peso corporal suele ser similar a (o ligeramente superior) a las modelos convencionales, pero tienen un menor porcentaje de grasa corporal debido al aumento de masa muscular con relación a la grasa.

### Modelos de trajes de baño
Las modelos de bikini se destacan por la frescura en la pasarela, hoy en día no existe talla en ningún sentido, ya no existe el 90 60 90 como en los otros tiempos.

### Modelos de ropa interior
Han de ser atractivas. Tienden a medir más de 1,50 y son de cualquier talla.
Para modelos de ropa interior masculina se requiere que tengan cuerpo atlético y deportivo y una altura superior a 1,50 m.

### Modelos artísticas
Las modelos artísticas son modelos que posan para fotógrafos, pintores, escultores, y otros artistas como parte de su obra de arte. Modelos de este criterio a menudo se convierten en musas para los respectivos fotógrafos y artistas.

### Modelos de partes
Algunos modelos se emplean por sus partes del cuerpo que son especialmente atractivos. Por ejemplo, las modelos de piernas son útiles para mostrar medias, y los modelos de la muñeca se utilizan para mostrar los relojes o pulseras. La parte más conocida del cuerpo son las manos que pueden ser utilizadas para promover productos de uñas y con frecuencia forman parte de la mayoría de los comerciales de televisión. Algunos modelos de mano pueden hacer más de $1,200 al día.
Modelos de partes notables son, Ashly Covington, es una Top modelo de mano en los Estados Unidos, su lista de clientes incluye Target, Maybelline y Miller Lite y ha sido la mano de Adriana Lima, Charlize Theron y Brooke Shields. Mia Crowe es descrita como Supermodelo de mano ha modelado para celebridades como Jennifer Aniston, Charlize Theron, Molly Sims, Cindy Crawford, Valeria Mazza, Faith Hill, Penélope Cruz, Kate Moss, Claudia Schiffer, Eva Longoria, y muchos más. Steve Altes es uno de los modelos masculinos de partes en los Estados Unidos, sus clientes incluyen Heineken, Coors, Miller Lite, Folgers, Mitsubishi, Domino's Pizza, American Express, Jack in the Box, y Nikon. El Modelo Marc Engelhard también muestra diferentes partes del cuerpo.

Las siguientes modelos son reconocidas gracias a la cultura popular como Kimbra Hickey que obtiene fama siendo las manos con una manzana roja en la portada del libro Crepúsculo. Pamela Moses recibe publicidad cubriendo la única imperfección de Megan Fox, que sufre de braquidactilia, aparece en el famoso anuncio de Motorola que es visto por 90 millones de televidentes estadounidenses durante el Super Bowl.

### Otros modelos
Son modelos alternativos que no encajan en los tipos de modelos convencionales, y pueden incluir diversos géneros como emo, punk, gótico, fetiche, modelos de tatuaje u otra característica diferente.  
Editores, como Goliath, en Alemania han permitido modelos alternativos y la fotografía llega cada vez a un público más amplio.

## Distintos tipos de trabajo en la industria del modelaje
Distintos tipos de modelos que trabajan en la industria y los criterios para cada uno:

### Modelo de alta costura

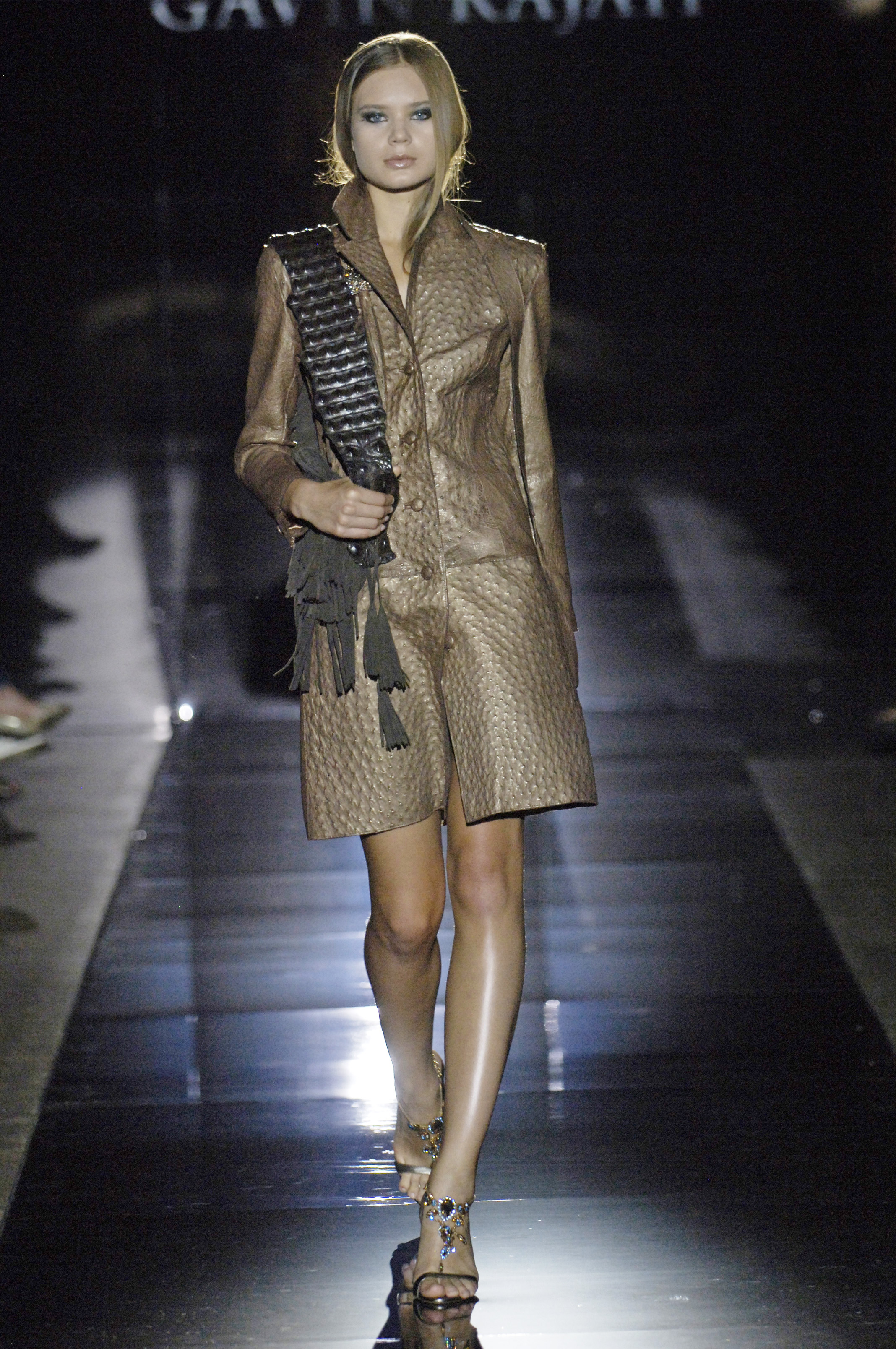
Modelo de alta costura.

Los modelos de alta costura son figuras muy altas que adornan las pasarelas y las editoriales de las principales casas de moda y diseñadores. En general, las mujeres deben tener entre 1.75 y 1.83 m, con una talla 4-6 en Estados Unidos (6-8 en el Reino Unido), con un busto de tamaño típico de 34 pulgadas. El rango de edad puede ser de 17 a 25 años. Para los hombres es más flexible y se puede comenzar a partir de la edad de 16 hasta finales de sus 40. Deben medir entre 1.85 y 1.95 m, un excelente físico y un tamaño de pecho de 94 a 106 cm y 76 a 81 cm de cintura. Los hombres tienden a tener carreras más largas si saben cuidarse bien.

### Modelaje para editoriales
Es el que se realiza principalmente para revistas de moda como Harper's Bazaar, Vogue, Elle, etc. Los requisitos estándar para estos modelos son similares a los de alta costura y deben ser personas muy fotogénicas. Muy a menudo los mismos modelos trabajan en ambos campos, en editorial y en pasarela de alta moda. Estas editoriales ofrecen buenas exposiciones para los modelos a pesar de que los honorarios a veces son relativamente bajos. Esto es normal y puede tomar algunos años adquirir la experiencia necesaria para obtener un mejor pago.

### Modelaje en comerciales
Los anuncios comerciales son un gran mercado que abarca todo tipo de publicidad gráfica. Esto puede ir desde la publicidad en revistas hasta los productos en los supermercados y vallas publicitarias. El beneficio de trabajar en el área comercial como modelo es que el público objetivo de los anunciantes varían considerablemente. Naturalmente, las marcas quieren atraer y representar a la gente que compra sus productos, por lo que hay muchas oportunidades aquí, si tu tipo no es el de alta moda.

#### Comerciales de televisión
El modelaje en los comerciales de televisión o spots publicitarios no tiene criterios generales para la talla, el tamaño y la edad, ya que cada comercial requiere de alguien diferente y específico para ese trabajo. Por lo general, es necesario tener algunas habilidades de actuación, pero esta capacidad puede ser natural o adquirida. Hay muchos tipos de comerciales de televisión, que van desde la estética estilizada, hasta la estética más real. La gran ventaja de los comerciales de televisión para una modelo es que las marcas están continuamente buscando modelos, que el público en general pueda identificar con facilidad. Esto abre las puertas a casi todo el mundo, que se siente que tienen lo que se necesita para trabajar en este sector. Normalmente los representados por una agencia de actores tienen más posibilidades de aparecer en los comerciales de televisión.

### Catálogo de modelos
Las empresas crean catálogos (impresos o en la web) para vender sus últimas líneas de ropa y otros productos. Es trabajo del modelo que las prendas y productos se vean bien. En esta área encontrará grandes oportunidades para representar al público de las diferentes empresas. Esto es muy lucrativo para muchos modelos ya que últimamente hay un creciente número de sitios web que requieren modelos para promover sus productos en línea.

### Modelaje glamuroso
Es el modelado que hace hincapié en la sexualidad de un modelo. Puede variar desde la lencería y trajes de baño, hasta la fotografía artística y de desnudos. La belleza de estos modelos suele ser calificada como sexy, y se demanda de ellos poseer confianza y una personalidad muy extrovertida. Las restricciones de altura tienden a no aplicarse en este tipo de modelado.

### Modelos masculinos
Los más famosos modelos masculinos ganan de 200.000 a 500.000 dólares al año. La mayoría viven menos glamurosamente de trabajo de catálogo. Campañas publicitarias de fragancias y ropa de diseño exclusivo son los negocios más lucrativos. Un modelo puede ganar entre 8.000 a 15.000 dólares por sesiones de fotos para catálogos, que duran un día. En 1996, el modelo mejor pagado al parecer hace 1 millón de dólares por año.

### Modelos de tallas grandes
Hay un nuevo tipo de modelaje para cuerpos de tallas más grandes, desde la talla L a la XXL. Este tipo de modelo está en auge y es un fenómeno relativamente nuevo. Cada vez más anunciantes utilizan modelos de grandes tallas para promover sus productos en un intento de apelar a un perfil demográfico más amplio. Los modelos de grandes tallas deben tener una piel lustrosa, buenos dientes, cabello brillante y tener algo especial. Los requisitos de altura se mantienen en un mínimo de 1.70 m, como los modelos de alta costura.

### Modelos de la vida real, "extras" de cine y televisión
Los modelos de la vida real se utilizan en la publicidad o las campañas de las empresas, cuando se buscan representar a una persona corriente, como en la figuración (extras de cine y televisión).

## Agencias de modelos

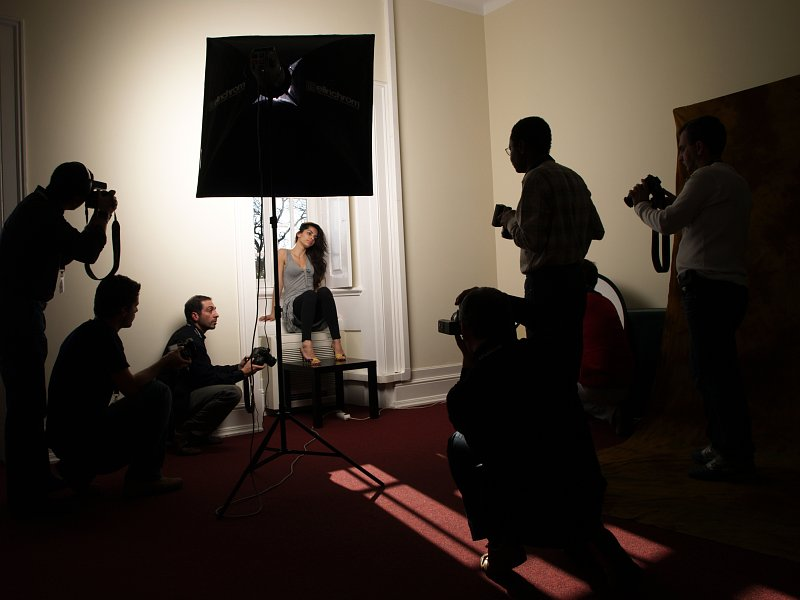
Una modelo en una sesión fotográfica.

El modelaje de ropa o accesorios forma parte del gran negocio de la moda, donde las agencias de modelos concurren junto a diversas actividades, profesiones e industrias como: diseñadores, productores, fotógrafos, estilistas, maquilladores, marcas de ropa; como también los medios de comunicación (prensa generalista y especializada -revistas de moda-, televisión, cine, internet y las redes sociales) e incluso la medicina estética.
Los modelos con el correr del tiempo y la exaltación de la belleza y la imagen, se han convertido en verdaderas celebridades que han adquirido fama mundial, tanto como los diseñadores de ropa. El mundo de las modelos se asocia a la fama, el dinero y un estilo de vida glamuroso.
Su contratación se realiza a través de una agencia de modelos, pero cuando se requiere que el modelo tenga algo especial, suele hacerse un casting presencial o casting en-línea a través de un portal de modelos. Los instrumentos esenciales para la modelo son el book (álbum con sus mejores fotos) y el composit (cartulina en la que se recogen cinco fotografías de la modelo; una de ellas en traje de baño y donde aparecen su nombre, estatura, medidas, color de los ojos y cabello, y nombre y dirección de la agencia).
Internet también ha revolucionado el flujo natural de la búsqueda y contratación de los modelos; hoy en día existen varias plataformas (intermediarios) dedicadas a conectar a las modelos con agencias que funcionan en todo el mundo.

### Las modelos de glamour como agentes activas en la era de internet[32]
En las sociedades conservadoras, especialmente en el ámbito público, se procura evitar que las mujeres exhiban sus cuerpos, y quienes trabajan como modelos de glamour suelen ser etiquetadas como transgresoras y acusadas de asumir un papel pasivo como "objetos sexuales". No obstante, investigaciones han revelado que las modelos de épocas anteriores a internet eran agentes activas que veían sus cuerpos como una herramienta para obtener recursos y poder.
Un estudio reciente se llevó a cabo para determinar si este mismo fenómeno se reproduce en la era del modelaje en internet, es decir, si las modelos en línea se perciben a sí mismas como pasivas o activas, y si la elección de su carrera se ve afectada por el contexto geográfico (una medida de la conservaduría de su sociedad). Los resultados desafían la hipótesis de que los estados conservadores están subrepresentados: de hecho, se encontró una mayor presencia de modelos provenientes de estados con poblaciones más grandes. Además, estas modelos no se limitaron a presentarse como pasivas: sus autodescripciones revelaron una actitud activa y creativa, y expresaron claramente sus límites respecto al tipo de trabajo que estaban dispuestas a aceptar.